# Seuneubok Nalan
Seuneubok Nalan is een bestuurslaag in het regentschap Bireuen van de provincie Atjeh, Indonesië. Seuneubok Nalan telt 471 inwoners (volkstelling 2010).